# Mounouk
Mounouk (auch: Moumouk) ist ein Dorf in der Stadtgemeinde Maïné-Soroa in Niger.

## Geographie
Das von einem traditionellen Ortsvorsteher (chef traditionnel) geleitete Dorf befindet sich rund 48 Kilometer nördlich des urbanen Zentrums von Maïné-Soroa, das zum gleichnamigen Departement Maïné-Soroa in der Region Diffa gehört. Zu den Siedlungen in der näheren Umgebung von Mounouk zählen Issari im Osten und Foulatari im Südwesten.
Mounouk liegt auf einer Höhe von 318 m in der Zone der fruchtbaren Mulden von Maïné-Soroa. Beim Dorf erstreckt sich das 61.000 Hektar große Schutzgebiet Gommeraie de Mounouk. Die Unterschutzstellung dieses Doumpalmen-Hains, der inzwischen verschwunden ist, erfolgte am 12. April 1939.

## Bevölkerung
Bei der Volkszählung 2012 hatte Mounouk 198 Einwohner, die in 22 Haushalten lebten. Bei der Volkszählung 2001 betrug die Einwohnerzahl 146 in 25 Haushalten und bei der Volkszählung 1988 belief sich die Einwohnerzahl auf 201 in 42 Haushalten.

## Wirtschaft und Infrastruktur
Es gibt eine Schule im Dorf.